# Notoplites klugei
Notoplites klugei är en mossdjursart som först beskrevs av Hasenbank 1932.  Notoplites klugei ingår i släktet Notoplites och familjen Candidae.
Artens utbredningsområde är havet kring Nya Zeeland. Inga underarter finns listade i Catalogue of Life.